# 4 Minutes
4 Minutes è un singolo dei cantanti statunitensi Madonna e Justin Timberlake, pubblicato il 17 marzo 2008 come primo estratto dall'undicesimo album in studio di Madonna Hard Candy.
Alla realizzazione del brano vi ha preso parte anche Timbaland, che appare anche in veste di produttore insieme a Madonna e Danja. Riguardo al significato del testo, Madonna ha spiegato che riguarda il salvare l'ambiente e il «divertirsi facendolo» e ha anche citato la canzone come ispirazione per il documentario I Am Because We Are dello stesso anno.

## Descrizione

### Antefatti
Dopo l'uscita del suo decimo album in studio, Confessions on a Dance Floor (2005), Madonna voleva proseguire sull'onda della dance music. Quando il produttore Stuart Price le chiese quale tipo di musica le piacesse, Madonna rispose quella di Justin Timberlake e del produttore Timbaland, così iniziò la loro collaborazione. 4 minutes fu scritta dai tre artisti insieme a Nate "Danja" Hills e prodotta da Timbaland, Timberlake e Danja. Inizialmente, il brano era intitolato 4 Minutes to Save the World e fu uno degli ultimi ad essere inserito in Hard Candy

In un'intervista per MTV, Madonna affermò che l'idea della canzone le venne dopo una chiacchierata con Timberlake. Nella stessa intervista, spiega meglio anche il significato della canzone:
 Madonna chiarisce che la necessità di agire in fretta di cui parla nel brano non è qualcosa che ha maturato con l'età; è qualcosa che aveva già in mente da qualche tempo e con 4 Minutes ha voluto esprimere questo concetto nella sua musica. Ingrid Dischy, della rivista Interview, ha detto che il brano sembra una ballata per il mondo, con sonorità di «una grande banda di paese. È un pezzo dance geniale». Madonna, d’accordo con Sischy, ha aggiunto che la canzone è stata un «divertente paradosso», ed è stata una delle sue ispirazioni per il suo documentario I Am Because We Are (2008). Il documentario tratta la grave sofferenza e la mancanza di cibo che affligge lo stato africano del Malawi.

### Registrazione e missaggio
Le sessioni di registrazione di 4 Minutes si sono svolte presso i Sarm West Studios a West London, su una console SSL 9080 a 72 canali. L'ingegnere del suono Demacio "Demo" Castellon, intervistato da Paul Tingen, della rivista Sound on Sound, ricorda di non aver partecipato alle prime sessioni di registrazione perché era impegnato su un altro progetto. Al momento del suo arrivo, più di metà brano era già stato registrato, e lui lavorò alla programmazione dell'intro e del finale. Per costruire la base musicale di “4 Minutes”, Timbaland e Danja, ai Sarm West Studios, hanno usato delle drum machine Akai MPC3000 e Ensoniq ASR-10, delle workstation Yamaha Motif e dei synth. Castellon ha anche raccontato che la sessione di registrazione ha richiesto più tempo del previsto. In totale sono state utilizzate 46 tracce per la batteria e le percussioni e 16 tracce stereo per il basso. L'intera sessione era composta da 100 tracce. Del missaggio aggiuntivo è stato fatto su Pro Tools.

Per registrare la canzone, è stata usata una drum machine Akai MPC3000. Nel caso di 4 Minutes Tim ha avuto chiara fin dall'inizio la direzione da prendere, soprattutto dal punto di vista musicale:
 Castellon ha affermato che non voleva che le automazioni interne della SSL interferissero con il suo mix, quindi ha usato le automazioni di ProTools. Secondo quanto afferma lui stesso, Castellon “ha passato tutto sulla SSL, dove ha equalizzato, ha applicato la compressione e il panning”. Il mix della traccia è stato eseguito al The Hit Factory Studio a Miami su una console SSL 96 canali serie J. Considerando la quantità di tracce di accompagnamento registrate, la sfida di Castellon è stata quella di assicurarsi che la musica non sovrastasse le voci. C’è riuscito mixando prima la voce, poi aggiungendo la musica e la batteria: un metodo che era abbastanza insolito per lui. Per il missaggio sono stati utilizzati pochissimi plug-in digitali, visto che Castellon preferisce il suono degli amplificatori esterni.
Terminata la fase di missaggio, Castellon ha iniziato a lavorare sull'introduzione di Timbaland, poi ha continuato con le voci di Madonna e Timberlake. Per la voce di Timbaland, ha utilizzato l'equalizzatore del SSL per ridurre "qualche frequenza bassa“, e ha impostato i livelli di ingresso per evitare il clipping. Per Madonna e Timberlake ha utilizzato la compressione dinamica della SSL, e sulla voce di Madonna ha anche applicato "un eight-note delay con un [Lexicon] PCM42", un riverbero con un Eventide H3500 per la parte vocale e un [TC Electronic] TC3000 per la parte musicale“. Questi processori di segnale sono stati utilizzati per dare alla voce di Madonna un senso di spazio stereofonico. Castellon ha applicato il plug-in Waves Audio "Renaissance Compressor" per controllare i livelli della cassa della batteria. Ricorda che "la cassa produceva un suono particolare, che interferiva con le altre tracce, così Tim lo sostituì con quello di un’altra cassa dalla tonalità e dal sound diversi“. Fu l’uso di un equalizzatore Focusrite D2 che gli permise di “accordare il suono di quella nuova cassa agli altri”. Una volta aggiunte la batteria e le percussioni, la registrazione e il missaggio di "4 Minuti" era stato completato.

### Composizione
4 Minutes è un brano dance pop uptempo, composto in chiave urban e hip hop che riunisce lo stile di una banda di paese, un beat scoppiettante e un arrangiamento di fiati eseguito come un “riff a scala", come afferma Caryn Ganz di Rolling Stone. Sono stati usati anche altri strumenti tra cui sirene da nebbia e campanacci. In "4 Minutes", Madonna e Timberlake cantano; il ritmo diventa sempre più incalzante fino a raggiungere il climax nel momento in cui Madonna dice "la strada per l'inferno è lastricata di buone intenzioni". Poi Madonna e Timberlake eseguono il ritornello con Timberlake che canta “abbiamo solo quattro minuti per salvare il mondo”. Il brano continua con lo stesso slancio nella seconda strofa e nel secondo ritornello. Dopodiché la parte ritmica s’interrompe, ad eccezione dei caratteristici bhangra di Timbaland e dei riff dei fiati, mentre Madonna ripete le parole "tick-tock”. Il brano finisce così.
Secondo gli spartiti pubblicati su Musicnotes.com della Alfred Publishing, la canzone è scritta in sol minore ed ha un ritmo di 115 battiti al minuto. I bhangra di Timbaland sono all'inizio e alla fine della canzone. La gamma vocale di Madonna e Timberlake si estende su due ottave, da F3 a Bb5. La progressione degli accordi è D-G-C-F-F-B♭-D nella parte principale e E♭5-D5-C5-D5-D5 nel ritornello. I testi di "4 Minutes" contengono un messaggio di consapevolezza sociale, ispirato alla visita di Madonna in Africa e alla sofferenza umana a cui ha assistito. Jon Pareles del New York Times ha dichiarato che “il brano suona come se i quattro minuti fossero il tempo impiegato da una canzone per diventare un successo pop garantito o il tempo di una sveltina; in realtà, è l'unica canzone di Hard Candy che contiene un messaggio di consapevolezza sociale". Il ticchettio di un orologio sottolinea ulteriormente questo messaggio. Madonna ha spiegato sulla rivista New York che le parole "La strada per l'inferno è lastricata di buone intenzioni" non si riferiva alla sua opera di beneficenza. Era invece una domanda a se stessa: “Sono consapevole di questa idea che ho abbracciato o di questo Zeitgeist in cui mi sono lasciata trascinare? Perché potresti avere le migliori intenzioni ma senza le informazioni corrette potresti commettere errori enormi”. Riguardo ai versi "A volte sento che ciò di cui ho bisogno è un tuo intervento", spiega Madonna, significa che "a volte penso che tu abbia bisogno di salvarmi".

## Promozione
Il singolo è stato reso disponibile inizialmente per il solo download digitale e in rotazione radiofonica a partire dal 17 marzo 2008. Durante l'anno ha venduto oltre due milioni di copie negli Stati Uniti d'America, venendo certificato doppio disco di platino dalla Recording Industry Association of America.
Nel 2009 4 Minutes ricevette la nomination per due Grammy Award come "Migliore collaborazione vocale in un brano pop" e come "Miglior remix di un brano originale".

## Accoglienza
4 Minutes ricevette un'accoglienza positiva da parte dei critici, che la definirono un elaborato brano dance. Alcuni recensori, tuttavia, sostennero che il ruolo di Madonna sembrava quasi quello di artista ospite nella sua stessa canzone.
Il brano si classifico terzo nella Billboard Hot 100 negli Stati Uniti e divenne il 37° singolo di Madonna ad entrare nella top ten battendo il record, precedentemente detenuto da Elvis Presley. Entrò inoltre al settimo posto della classifica globale stilata dalla rivista. Sul mercato internazionale si posizionò nella tra i primi 10 posti in 21 Paesi, tra cui Australia, Canada, Germania, Italia, Spagna e Regno Unito.

## Video musicale
Il video del brano, diretto dal duo francese Jonas & Francois, è stato girato a Londra tra il 30 gennaio e il 1º febbraio 2008 ed è stato trasmesso a partire dal 4 aprile 2008. Il video è ricco di effetti speciali e di coreografie ideate da Jamie King (collaboratore dai tempi di Confessions on a Dance Floor) e mostra Madonna e Justin Timberlake cantare mentre si allontanano da un gigantesco schermo nero che fagocita ogni cosa.

## Tracce
U.K. CD 1 
(slimline jewelcase)(2-471292 0-5439-19939-5-3)
1. "4 Minutes" (Album Version) — 4:04
2. "4 Minutes" (Bob Sinclar Space Funk Remix) — 5:39

U.K. CD 2 
(slimline jewelcase)
1. "4 Minutes" (Album Version) — 4:04
2. "4 Minutes" (Bob Sinclar Space Funk Remix) — 5:39
3. "4 Minutes" (Junkie XL Remix) — 6:16

U.K. 12" Vinyl
(Picture Disc)(0-9362-49860-1-0)
- A1. "4 Minutes" (Radio Edit) — 3:10
- A2. "4 Minutes" (Bob Sinclar Space Funk Edit) — 4:57
- B1. "4 Minutes" (Junkie XL Remix Edit) — 4:39
- B2. "4 Minutes" (Tracy Young House Radio) — 3:33

International CD Single
(cardsleeve)(2-471356 0-5439-19939-4-6)
1. "4 Minutes" (Album Version) — 4:04
2. "4 Minutes" (Bob Sinclar Space Funk Remix) — 5:39

International Maxi CD Single
(slimline jewelcase)(2-471420 0-9362-49868-2-9)
1. "4 Minutes" (Album Version) — 4:04
2. "4 Minutes" (Bob Sinclar Space Funk Remix) — 5:39
3. "4 Minutes" (Junkie XL Remix) — 6:16

International Digital Maxi Single
(6-471420 0-9362-49868-1-2)
1. "4 Minutes" (Album Version) — 4:04
2. "4 Minutes" (Bob Sinclar Space Funk Remix) — 5:39
3. "4 Minutes" (Junkie XL Remix) — 6:16

U.S. Maxi CD Single
(2-463036 0-9362-49871-2-3)
1. "4 Minutes" (Bob Sinclar Space Funk Remix) — 5:39
2. "4 Minutes" (Junkie XL Remix) — 6:16
3. "4 Minutes" (Tracy Young House Mix) — 7:55
4. "4 Minutes" (Peter Saves Paris Remix) — 8:37
5. "4 Minutes" (Rebirth Remix) — 7:57
6. "4 Minutes" (Junkie XL Dirty Dub) — 4:52

U.S. Digital Maxi Single
1. "4 Minutes" (Edit) — 3:11
2. "4 Minutes" (Peter Saves Paris Edit) — 4;49
3. "4 Minutes" (Bob Sinclar Space Funk Edit) — 3:23
4. "4 Minutes" (Junkie XL Dirty Dub Edit) — 4:05

U.S. 2 × 12" Vinyl
(Special Jacket)(0-463228 0-9362-49870-9-3)
- A1. "4 Minutes" (Bob Sinclar Space Funk Remix) — 5:39
- A2. "4 Minutes" (Peter Saves Paris Remix) — 8:37
- B1. "4 Minutes" (Tracy Young House Mix) — 7:55
- B2. "4 Minutes" (Junkie XL Dirty Dub) — 4:52
- C1. "4 Minutes" (Album Version) — 4:04
- C2. "4 Minutes" (Rebirth Remix) — 7:57
- D1. "4 Minutes" (Junkie XL Remix) — 6:16

## Classifiche
| Classifica (2008) | Posizione massima |
| ----------------- | ----------------- |
| America Latina    | 21                |
| American Top 40   | 12                |
| Argentina         | 8                 |
| Australia         | 1                 |
| Austria           | 2                 |
| Belgio (Fiandre)  | 1                 |
| Belgio (Vallonia) | 1                 |
| Brasile           | 1                 |
| Canada            | 1                 |
| Danimarca         | 1                 |
| Ecuador           | 15                |
| Europa            | 1                 |
| Finlandia         | 1                 |
| Germania          | 1                 |
| Grecia            | 20                |
| Irlanda           | 2                 |
| Israele           | 1                 |
| Italia            | 1                 |
| Malesia           | 21                |
| Malta             | 1                 |
| Messico           | 1                 |
| Norvegia          | 1                 |
| Nuova Zelanda     | 4                 |
| Paesi Bassi       | 1                 |
| Polonia           | 1                 |
| Portogallo        | 1                 |
| Regno Unito       | 1                 |
| Romania           | 41                |
| Spagna            | 3                 |
| Stati Uniti       | 3                 |
| Stati Uniti (pop) | 1                 |
| Svezia            | 2                 |
| Svizzera          | 1                 |
| Turchia           | 1                 |
| Ucraina           | 8                 |

### Classifiche di fine anno
| Classifica (2008) | Posizione |
| ----------------- | --------- |
| Italia            | 9         |